# Mariä-Empfängnis-Basilika (Wanluan)

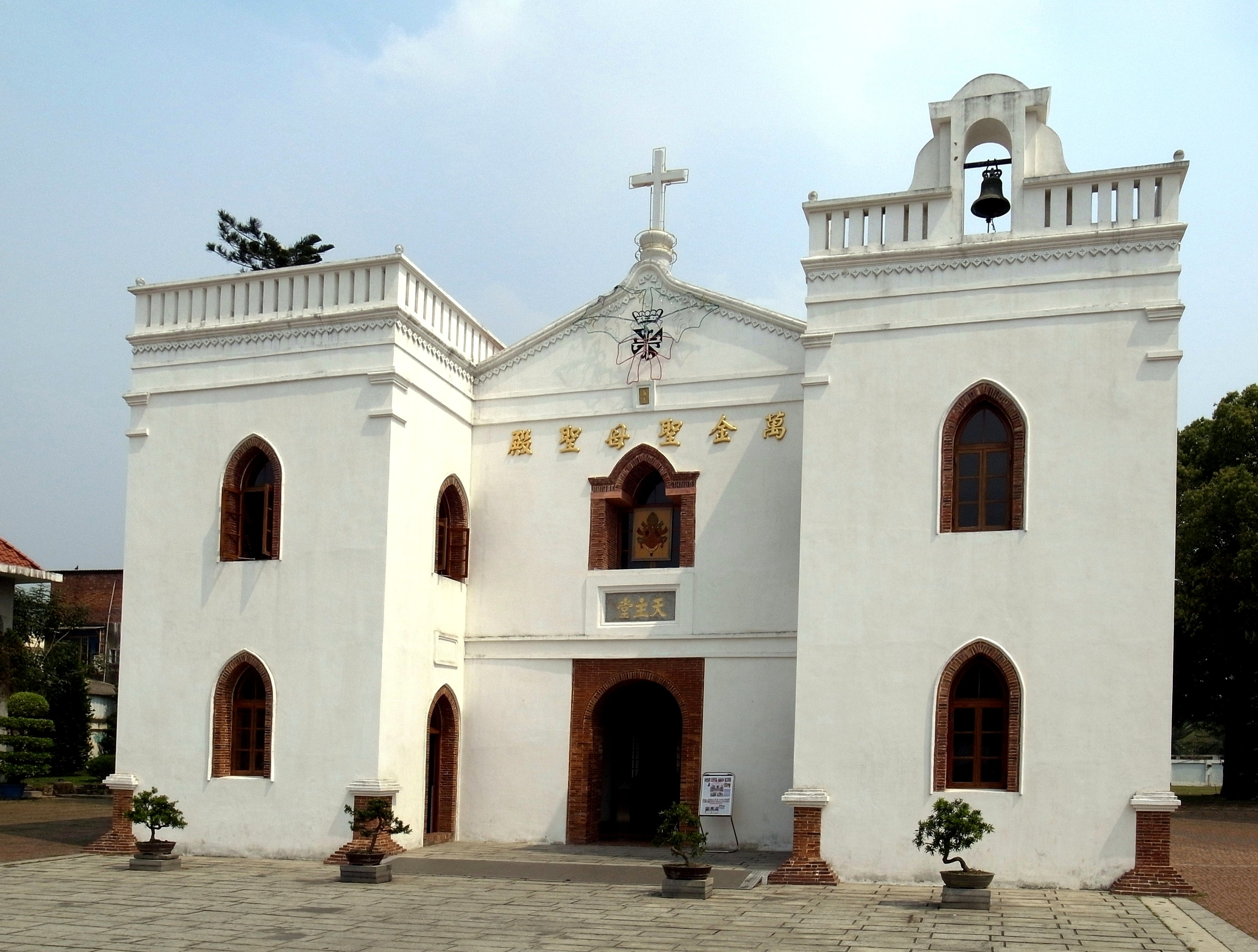
Basilika Mariä Empfängnis, Portalfront

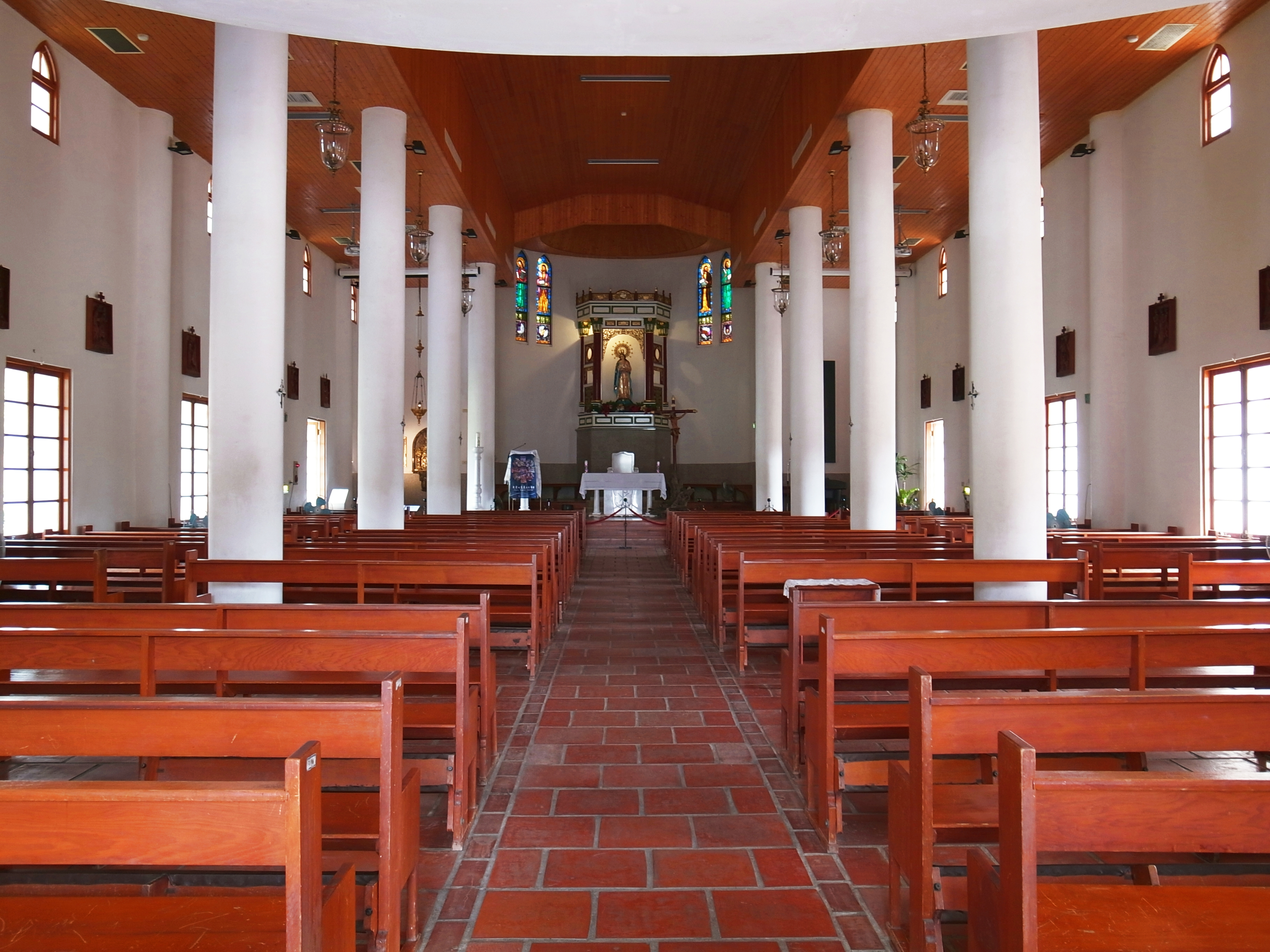
Innenraum

Die Mariä-Empfängnis-Basilika oder Wanchin-Kirche (chinesisch: 萬金聖母聖殿; Pinyin: Wànjīn Shèngmǔ Shèngdiàn) ist eine römisch-katholische Kirche in dem zur Gemeinde Wanluan gehörigen Dorf Wanchin im Landkreis Pingtung (Taiwan). Sie gehört zum Bistum Kaohsiung.

## Geschichte
Die Pfarrgemeinde in Wanchin wurde vom Orden der Dominikaner gegründet. Die Kirche wurde ursprünglich im Mai 1863 als einfaches Lehmgebäude gebaut. Schon am 13. Oktober 1865 wurde sie durch ein Erdbeben stark beschädigt. Der Wiederaufbau erfolgte vergrößert mit einer Fassade im Stil einer spanischen Festung als Hallenkirche mit zwei Türmen. Die Kirche wurde nach der Fertigstellung am 8. Dezember 1870 geweiht.
Am 9. Dezember 1984 erhielt die Kirche den Titel einer Basilica minor durch Papst Johannes Paul II. verliehen. Sie war damit die erste Kirche in Taiwan, die diesen Titel erhielt. Des Weiteren hat sie seit 1985 den Status eines Nationalheiligtums. 1991 wurde die Dominikanische Residenz der Unbefleckten Empfängnis auf dem Kirchengelände errichtet. 1994 wurde dort auch ein Gemeindezentrum gebaut.
Am 3. August 2016 wurde die Kirche beschädigt, als ein Mann eine hölzerne Statue im Inneren des Gebäudes anzündete.